# Hex (spel)

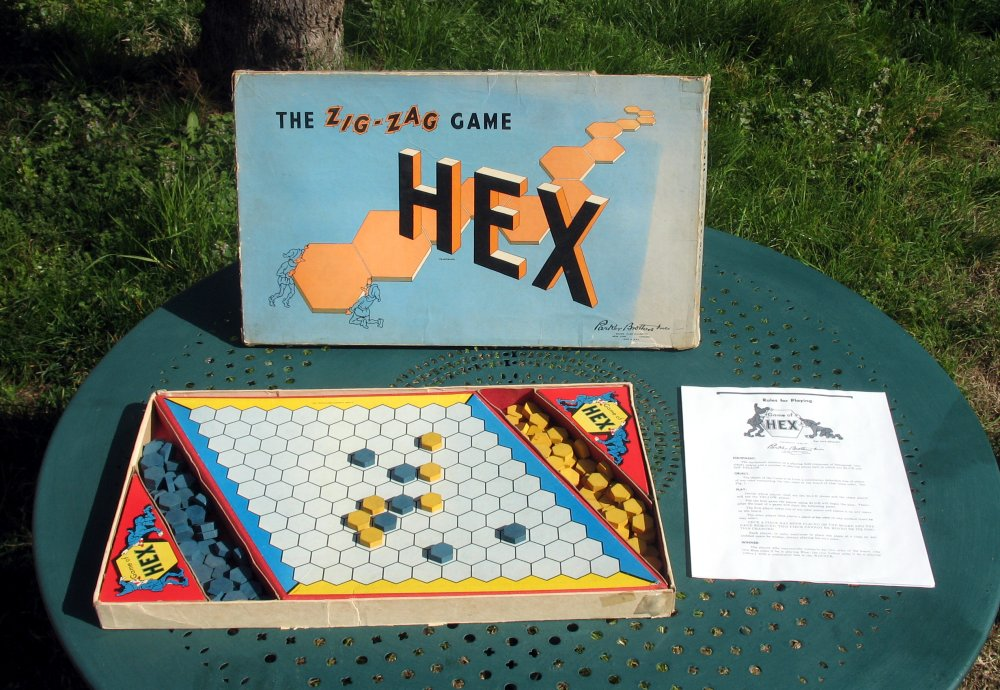
Hex - The Zig-Zag Game - Parker Brothers

Hex är ett brädspel, uppfunnet av Piet Hein 1942. Det spelas av två personer på ett rombformat bräde mönstrat med hexagonala fält. Piet Hein lanserade spelet med 11x11 hexagoner, men vilket antal som helst kan användas, så länge det är samma antal för varje sida.

## Regler

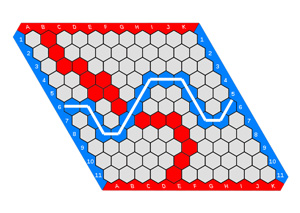
Här har blå vunnit.

Rombens par av motstående sidor har samma färg som respektive spelares brickor. Brickorna placeras i de hexagonala fälten av spelarna varannan gång. Spelet har vunnits när en av spelarna har placerat brickor i en kedja av anslutande fält som förbinder de båda sidorna.

## Bakgrund
Hex offentliggjordes för första gången i en artikelserie som gick i den danska dagstidningen Politiken mellan 26 december 1942 och 14 april 1943. Piet Hein kallade först spelet för Polygon men ändrade namnet till Con-Tac-Tix i samband med den kommersiella lanseringen som gjordes av Skøde Skjern A/S.
Matematikstuderanden och den blivande ekonomipristagaren John Nash tog oberoende av Piet Hein fram samma spel 1948 när han låg på Princeton University och spelet blev populärt bland hans studiekamrater. Tidskriften Scientific Americans kolumnist Martin Gardner skrev om spelet och det ledde till att företaget Parker Brothers marknadsförde det 1952 under namnet Hex. John Nash föredrog en spelplan med 14x14 hexagoner.

## Matematiska egenskaper
Det kan bevisas att Hex inte kan sluta oavgjort. Det beror på att högst tre fält möts i varje punkt. Den egenskapen bevisas implicit av Brouwers fixpunktssats om kontinuerliga funktioner i kompakta rum.